# Jeroglífic (passatemps)

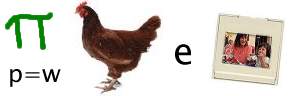
Exemple de jeroglífic.
Significat: Wikipedia (en neerlandès).

Un rebus o jeroglífic és un tipus dendevinalla lògica gràfica. És un passatemps que consisteix a descobrir una paraula o frase a partir d'una sèrie d'imatges o signes disposats en un quadre. Els signes poden consistir en lletres, nombres, notes musicals, etc. i per a la construcció de la frase és important tant llur significat com la posició relativa entre aquests. Generalment, la resolució constitueix la resposta a un enunciat donat.
Un famós i prolífic autor de jeroglífics i de molts altres tipus de passatemps en espanyol va ser Pedro Ocón de Oro.